# Filmografia Nicolasa Cage’a

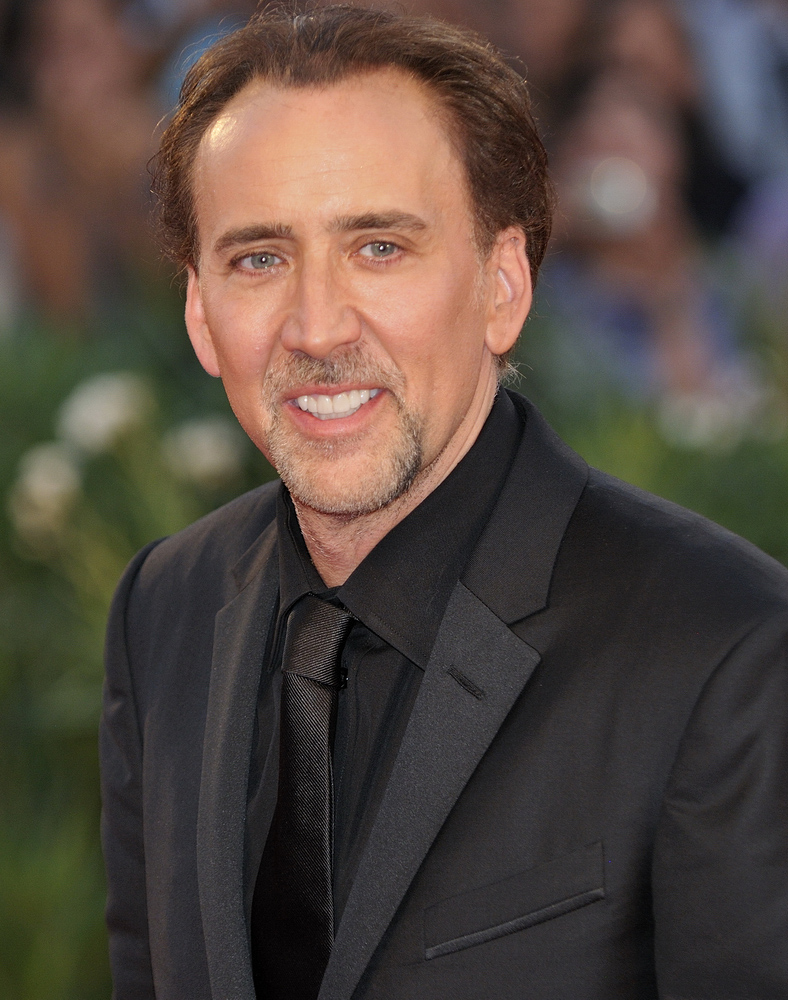
Nicolas Cage podczas Festiwalu w Wenecji, IX 2009

W zestawieniu filmografii Nicolas Cage’a znajdują się produkcje, w których był aktorem, reżyserem lub producentem.
Jest założycielem własnej wytwórni filmowej Saturn Films, z siedzibą w Los Angeles, w Kalifornii.

## Filmografia
| Rok  | Tytuł                                                                                     | Rola                                                  | Reżyser                                                             | Przypis |
| ---- | ----------------------------------------------------------------------------------------- | ----------------------------------------------------- | ------------------------------------------------------------------- | ------- |
| 1981 | Najlepsze czasy (Best of Times)                                                           | Nicholas                                              | Don Mischer                                                         | [ 1 ]   |
| 1982 | Beztroskie lata w Ridgemont High (Fast Times at Ridgemont High)                           | Brad's Bud                                            | Amy Heckerling                                                      | [ 1 ]   |
| 1983 | Dziewczyna z doliny (Valley Girl)                                                         | Randy                                                 | Martha Coolidge                                                     | [ 1 ]   |
| 1983 | Rumble Fish                                                                               | Smokey                                                | Francis Ford Coppola                                                | [ 1 ]   |
| 1984 | Ptasiek (Birdy)                                                                           | Al Columbato                                          | Alan Parker                                                         | [ 1 ]   |
| 1984 | Wyścig z księżycem (Racing with the Moon)                                                 | Nicky / Bud                                           | Richard Benjamin                                                    | [ 1 ]   |
| 1984 | Cotton Club (The Cotton Club)                                                             | Vincent Dwyer                                         | Francis Ford Coppola                                                | [ 1 ]   |
| 1986 | Błękitny chłopak (The Boy in Blue)                                                        | Ned Hanlan                                            | Charles Jarrott                                                     | [ 1 ]   |
| 1986 | Peggy Sue wyszła za mąż (Peggy Sue Got Married)                                           | Charlie Bodell                                        | Francis Ford Coppola                                                | [ 1 ]   |
| 1987 | Wpływ księżyca (Moonstruck)                                                               | Ronny Cammareri                                       | Norman Jewison                                                      | [ 1 ]   |
| 1987 | Arizona Junior (Raising Arizona)                                                          | H.I. McDunnough                                       | Joel i Ethan Coenowie                                               | [ 1 ]   |
| 1988 | Pocałunek wampira (Vampire's Kiss)                                                        | Peter Loew                                            | Robert Bierman                                                      | [ 1 ]   |
| 1989 | Balanga na autostradzie (Never on Tuesday)                                                | mężczyzna w Red Sports Car                            | Adam Rifkin                                                         | [ 1 ]   |
| 1989 | Czas zabijania (Tempo di uccidere)                                                        | Enrico Silvestri                                      | Giuliano Montaldo                                                   | [ 1 ]   |
| 1990 | Dzikość serca (Wild at Heart)                                                             | Sailor Ripley                                         | David Lynch                                                         | [ 1 ]   |
| 1990 | Ogniste ptaki (Fire Birds)                                                                | Jake Preston                                          | David Green                                                         | [ 1 ]   |
| 1990 | Symfonia przemysłowa nr 1 (Industrial Symphony No. 1: The Dream of the Brokenhearted, TV) | uwodziciel                                            | David Lynch                                                         | [ 1 ]   |
| 1991 | Zandalee                                                                                  | Johnny Collins                                        | Sam Pillsbury                                                       | [ 1 ]   |
| 1992 | Miesiąc miodowy w Las Vegas (Honeymoon in Vegas)                                          | Jack Singer                                           | Andrew Bergman                                                      | [ 1 ]   |
| 1993 | Red Rock West                                                                             | Michael Williams                                      | John Dahl                                                           | [ 1 ]   |
| 1993 | Amos i Andrew (Amos & Andrew)                                                             | Amos Odell                                            | E. Max Frye                                                         | [ 1 ]   |
| 1993 | Śmiertelna pułapka (Deadfall)                                                             | Eddie                                                 | Christopher Coppola                                                 | [ 1 ]   |
| 1994 | Strażnik pierwszej damy (Guarding Tess)                                                   | Doug Chesnic                                          | Hugh Wilson                                                         | [ 1 ]   |
| 1994 | Zagubieni w raju (Trapped in Paradise)                                                    | Bill Firpo                                            | George Gallo                                                        | [ 1 ]   |
| 1994 | Dwa miliony dolarów napiwku (It Could Happen to You)                                      | Charlie Lang                                          | Andrew Bergman                                                      | [ 1 ]   |
| 1995 | Pocałunek śmierci (Kiss of Death)                                                         | Mały Junior Brown                                     | Barbet Schroeder                                                    | [ 1 ]   |
| 1995 | Zostawić Las Vegas (Leaving Las Vegas)                                                    | Ben Sanderson                                         | Mike Figgis                                                         | [ 1 ]   |
| 1996 | Twierdza (The Rock)                                                                       | Stanley Goodspeed                                     | Michael Bay                                                         | [ 1 ]   |
| 1997 | Bez twarzy (Face/Off)                                                                     | Castor Troy / Sean Archer                             | John Woo                                                            | [ 1 ]   |
| 1997 | Con Air – lot skazańców (Con Air)                                                         | Cameron Poe                                           | Simon West                                                          | [ 1 ]   |
| 1998 | Miasto aniołów (City of Angels)                                                           | Seth                                                  | Brad Silberling                                                     | [ 1 ]   |
| 1998 | Oczy węża (Snake Eyes)                                                                    | Rick Santoro                                          | Brian De Palma                                                      | [ 1 ]   |
| 1999 | Osiem milimetrów (8mm)                                                                    | Tom Welles                                            | Joel Schumacher                                                     | [ 1 ]   |
| 1999 | Ciemna strona miasta (Bringing Out the Dead)                                              | Frank Pierce                                          | Martin Scorsese                                                     | [ 1 ]   |
| 2000 | Family Man (The Family Man)                                                               | Jack Campbell                                         | Brett Ratner                                                        | [ 1 ]   |
| 2000 | 60 sekund (Gone in 60 Seconds)                                                            | Memphis Raines                                        | Dominic Sena                                                        | [ 1 ]   |
| 2001 | Opowieść wigilijna (Christmas Carol: The Movie)                                           | Marley (głos)                                         | Jimmy T. Murakami                                                   | [ 1 ]   |
| 2001 | Kapitan Corelli (Captain Corelli's Mandolin)                                              | kapitan Antonio Corelli                               | John Madden (reżyser)                                               | [ 1 ]   |
| 2002 | Szyfry wojny (Windtalkers)                                                                | Joe Enders                                            | John Woo                                                            | [ 1 ]   |
| 2002 | Adaptacja (Adaptation)                                                                    | Charlie Kaufman / Donald Kaufman                      | Spike Jonze                                                         | [ 1 ]   |
| 2002 | Sonny                                                                                     | Acid Yellow                                           | Nicolas Cage                                                        | [ 1 ]   |
| 2003 | Naciągacze (Matchstick Men)                                                               | Roy Waller                                            | Ridley Scott                                                        | [ 1 ]   |
| 2004 | Skarb narodów (National Treasure)                                                         | Benjamin Franklin Gates                               | Jon Turteltaub                                                      | [ 1 ]   |
| 2005 | Pan życia i śmierci (Lord of War)                                                         | Yuri Orlov                                            | Andrew Niccol                                                       | [ 1 ]   |
| 2005 | Prognoza na życie (The Weather Man)                                                       | David Spritz                                          | Gore Verbinski                                                      | [ 1 ]   |
| 2006 | Kult (The Wicker Man)                                                                     | Edward Malus                                          | Neil LaBute                                                         | [ 1 ]   |
| 2006 | World Trade Center                                                                        | John McLoughlin                                       | Oliver Stone                                                        | [ 1 ]   |
| 2006 | Po rozum do mrówek (The Ant Bully)                                                        | Zoc (głos)                                            | John A. Davis                                                       | [ 1 ]   |
| 2007 | Ghost Rider                                                                               | Johnny Blaze / Ghost Rider                            | Mark Steven Johnson                                                 | [ 1 ]   |
| 2007 | Grindhouse                                                                                | Fu Manchu w obrazie Werewolf women of the SS          | Rob Zombie                                                          | [ 1 ]   |
| 2007 | Next                                                                                      | Cris Johnson                                          | Lee Tamahori                                                        | [ 1 ]   |
| 2007 | Skarb narodów: Księga tajemnic (National Treasure-Book Of Secrets)                        | Ben Gates                                             | Jon Turteltaub                                                      | [ 1 ]   |
| 2008 | Ostatnie zlecenie (Bangkok Dangerous)                                                     | Joe                                                   | Danny Pang (The Pang Brothers), Oxide Chun Pang (The Pang Brothers) | [ 1 ]   |
| 2008 | Roman Polański: Ścigany i pożądany (Roman Polanski: Wanted and Desired)                   | w roli samego siebie                                  | Marina Zenovich                                                     | [ 1 ]   |
| 2009 | Zły porucznik (Bad Lieutenant: Port of Call New Orleans)                                  | Terence McDonagh                                      | Werner Herzog                                                       | [ 1 ]   |
| 2009 | Załoga G (G-Force)                                                                        | Brylus (Speckles) – pracujący w cyberwywiadzie (głos) | Hoyt Yeatman                                                        | [ 1 ]   |
| 2009 | Zapowiedź (Knowing)                                                                       | John Koestler                                         | Alex Proyas                                                         | [ 1 ]   |
| 2009 | Astro Boy                                                                                 | dr Tenma (głos)                                       | David Bowers                                                        | [ 1 ]   |
| 2010 | Uczeń czarnoksiężnika (The Sorcerer’s Apprentice)                                         | Balthazar                                             | Jon Turteltaub                                                      | [ 1 ]   |
| 2010 | Kick-Ass                                                                                  | Damon Macready / Wielki Tatuś                         | Matthew Vaughn                                                      | [ 1 ]   |
| 2011 | Polowanie na czarownice (Season of the Witch)                                             | Behmen                                                | Dominic Sena                                                        | [ 1 ]   |
| 2011 | Piekielna zemsta (Drive Angry)                                                            | Milton                                                | Patrick Lussier                                                     | [ 1 ]   |
| 2011 | Anatomia strachu (Trespass)                                                               | Kyle Miller                                           | Joel Schumacher                                                     | [ 1 ]   |
| 2011 | Bóg zemsty (Seeking Justice)                                                              | Will Gerard                                           | Roger Donaldson                                                     | [ 1 ]   |
| 2011 | Ghost Rider 2 (Ghost Rider: Spirit of Vengeance)                                          | Johnny Blaze / Ghost Rider                            | Mark Neveldine (Neveldine), Brian Taylor (Taylor)                   | [ 1 ]   |
| 2012 | 12 godzin (Stolen)                                                                        | Will Montgomery                                       | Simon West                                                          | [ 1 ]   |
| 2013 | Krudowie (The Croods)                                                                     | Grug (głos)                                           | Kirk De Micco (Kirk DeMicco), Chris Sanders                         | [ 1 ]   |
| 2013 | Polowanie na łowcę (The Frozen Ground)                                                    | Jack Halcombe                                         | Scott Walker                                                        | [ 1 ]   |
| 2013 | Joe                                                                                       | Joe                                                   | David Gordon Green                                                  | [ 1 ]   |
| 2014 | Zanim nadejdzie noc (Dying of the Light)                                                  | Evan Lake                                             | Paul Schrader                                                       | [ 1 ]   |
| 2014 | Czasy ostateczne: Pozostawieni (Left Behind)                                              | Rayford Steele                                        | Vic Armstrong                                                       | [ 1 ]   |
| 2014 | Tokarev. Zabójca z przeszłości (Rage)                                                     | Paul Maguire                                          | Paco Cabezas                                                        | [ 1 ]   |
| 2014 | Banita (Outcast)                                                                          | Gallain                                               | Nick Powell                                                         | [ 1 ]   |
| 2015 | Kongresmen (The Runner)                                                                   | Colin Pryce                                           | Austin Stark                                                        | [ 1 ]   |
| 2015 | Wrota zaświatów (Pay the Ghost)                                                           | Mike Lawford                                          | Uli Edel                                                            | [ 1 ]   |
| 2016 | Skarbiec (The Trust)                                                                      | Stone                                                 | Alex Brewer, Benjamin Brewer                                        | [ 1 ]   |
| 2016 | Dog Eat Dog                                                                               | Troy                                                  | Paul Schrader                                                       | [ 1 ]   |
| 2016 | Snowden                                                                                   | Hank Forrester                                        | Oliver Stone                                                        | [ 1 ]   |
| 2016 | Ostatnia misja USS Indianapolis (USS Indianapolis: Men of Courage)                        | kpt. Charles Butler McVay                             | Mario Van Peebles                                                   | [ 1 ]   |
| 2017 | Biuro ludzkości (The Humanity Bureau)                                                     | Noah Kross                                            | Rob W. King                                                         |         |
| 2017 | Manipulacja (Inconceivable)                                                               | Brian                                                 | Jonathan Baker                                                      |         |
| 2017 | Mama i tata (Mom and Dad)                                                                 | Brent Ryan                                            | Brian Taylor                                                        |         |
| 2017 | Pakt krwi (Arsenal)                                                                       | Eddie King                                            | Steven C. Miller                                                    |         |
| 2017 | Historia zemsty (Vengeance: A Love Story)                                                 | John Dromoor                                          | Johnny Martin                                                       |         |
| 2018 | Powrót z zaświatów (Between Worlds)                                                       | Joe                                                   | Maria Pulera                                                        |         |
| 2018 | Mandy                                                                                     | Red Miller                                            | Panos Cosmatos                                                      |         |
| 2018 | Kod 211 (211)                                                                             | Mike Chandler                                         | York Shackleton                                                     |         |
| 2018 | Zwierciadło (Looking Glass)                                                               | Ray                                                   | Tim Hunter                                                          |         |
| 2019 | A Score to Settle                                                                         | Frank                                                 | Shawn Ku                                                            |         |
| 2019 | Podróże z diabłem (Running with the Devil)                                                | The Cook                                              | Jason Cabell                                                        |         |
| 2019 | Domino śmierci (Kill Chain)                                                               | Araña                                                 | Ken Sanzel                                                          |         |
| 2019 | Kolor z przestworzy (Color Out of Space)                                                  | Nathan Gardner                                        | Richard Stanley                                                     |         |
| 2019 | Instynkt pierwotny (Primal)                                                               | Frank Walsh                                           | Nick Powell                                                         |         |
| 2019 | W środku burzy (Grand Isle)                                                               | Walter                                                | Stephen Campanelli                                                  |         |
| 2020 | Jiu Jitsu                                                                                 | Wylie                                                 | Dimitri Logothetis                                                  | [ 3 ]   |
| 2020 | Krudowie 2: Nowa era (The Croods: A New Age)                                              | Grug Crood                                            | Joel Crawford                                                       | [ 4 ]   |
| 2021 | Prisoners of the Ghostland                                                                | Hero                                                  | Sion Sono                                                           | [ 5 ]   |
| 2021 | Niewesołe miasteczko (Willy's Wonderland)                                                 | The Janitor                                           | Kevin Lewis                                                         | [ 6 ]   |
| 2021 | Nieznośny ciężar wielkiego talentu                                                        | Nic Cage                                              | Tom Gormican                                                        | [ 7 ]   |
| 2021 | Pig                                                                                       | Rob                                                   | Michael Sarnoski                                                    | [ 8 ]   |
| 2023 | Stara szkoła (The Old Way)                                                                | Colton Briggs                                         | Brett Donowho                                                       |         |
| 2023 | Dream Scenario                                                                            | Paul Matthews                                         | Kristoffer Borgli                                                   |         |
| 2023 | Plan emerytalny (The Retirement Plan)                                                     | Matt                                                  | Tim Brown                                                           |         |
| 2023 | Diabelska jazda (Sympathy for the Devil)                                                  | Pasażer                                               | Yuval Adler                                                         |         |
| 2023 | Renfield                                                                                  | Dracula                                               | Chris McKay                                                         |         |
| 2024 | Tuż po zmroku (Arcadian)                                                                  | Paul                                                  | Benjamin Brewer                                                     |         |
| 2024 | Surfer (The Surfer)                                                                       | Surfer                                                | Lorcan Finnegan                                                     |         |
| 2024 | Kod zła (Longlegs)                                                                        | Dale „Longlegs” Kobble                                | Oz Perkins                                                          |         |
| 2025 | Gunslingers                                                                               | Ben                                                   | Brian Skiba                                                         |         |

## Producent
- 2000 – Cień wampira (Shadow of the Vampire)
- 2002 – Sonny
- 2003 – Życie za życie (The Life of David Gale)
- 2005 – Pan życia i śmierci (Lord of War)
- 2006 – Kult
- 2007 – Next
- 2008 – Ostatnie Zlecenie
- 2009 – Bad Lieutenant: Port of Call New Orleans
- 2010 – Uczeń czarnoksiężnika
- 2010 – The Dance
- 2011 – Riot
- 2011 – A Thousand Words
- 2013 – Time Share